# اکتاو لاپیز
اکتاو لاپیز (تلفظ می‌شود [ɔktav lapiz]؛ ۲۴ اکتبر ۱۸۸۷–۱۴ ژوئیهٔ ۱۹۱۷) رکابزن حرفه‌ای فرانسوی بود که در رشتهٔ دوچرخه‌سواری جاده و پیست فعالیت می‌کرد.
او توانست قهرمان تور دو فرانس ۱۹۱۰ شود. همچنین مدال برنز المپیک ۱۹۰۸ لندن را در رشتهٔ ۱۰۰ کیلومتر مردان به دست آورد. افزون بر این، در هر یک از کلاسیک‌های پاریس–روبه و پاریس–بروکسل سه پیروزی متوالی کسب کرد.

## فعالیت حرفه‌ای
او نتوانست نخستین تور دو فرانس خود را به پایان برساند و به دلیل شرایط زمستانی، وادار به کناره‌گیری زودهنگام شد. در سال بعد، گام به گام با هم‌تیمی خود، فرانسوا فابه مسابقه داد. فابر رهبر مسابقه بود تا این که در پای پیرنه با یک سگ برخورد کرد. در پایان، لاپیز با فاصلهٔ ۴ امتیاز به لطف چند پنچری چرخ فابر در مرحلهٔ پایانی، برندهٔ تور شد. لاپیز در چهار دورهٔ بعدی تور نیز شرکت کرد؛ ولی نتوانست آن‌ها را به پایان برساند.
یکی از دلایل شهرت لاپیز، فریاد او بر سر برخی از مسئولان تور در سربالایی گردنه تورماله در یکی از مراحل تور دو فرانس ۱۹۱۰ بود که آنان را قاتل خطاب کرد. مسافت آن مرحله، ۳۲۶ کیلومتر بود و ۷ سربالایی سخت داشت.
با آغاز جنگ جهانی اول، فعالیت لاپیز در دوچرخه‌سواری به پایان رسید. او به عنوان خلبان جنگی به ارتش فرانسه پیوست و در ۱۴ ژوئیهٔ ۱۹۱۷ در نقطه‌ای نزدیک مرت-ا-موزل سقوط کرد و در بیمارستانی در تول درگذشت.

## نتایج در گرند تورها
|                 | ۱۹۰۹     | ۱۹۱۰    | ۱۹۱۱     | ۱۹۱۲     | ۱۹۱۳     | ۱۹۱۴      |
| جیرو دیتالیا    | نرفت     | نرفت    | نرفت     | نرفت     | نرفت     | نرفت      |
| پیروزی در مراحل | —        | —       | —        | —        | —        | —         |
| تور دو فرانس    | ناتمام-۴ | ۱       | ناتمام-۴ | ناتمام-۹ | ناتمام-۳ | ناتمام-۱۰ |
| پیروزی در مراحل | ۰        | ۴       | ۰        | ۱        | ۰        | ۱         |
| ووئلتا اسپانیا  | ناموجود  | ناموجود | ناموجود  | ناموجود  | ناموجود  | ناموجود   |
| پیروزی در مراحل | ناموجود  | ناموجود | ناموجود  | ناموجود  | ناموجود  | ناموجود   |

| ۱        | برنده                               |
| ۲–۳      | سه نفر اول                          |
| ۴–۱۰     | ده نفر اول                          |
| ۱۱–      | گذر از خط پایان                     |
| نرفت     | در مسابقه شرکت نکرد                 |
| ناتمام-x | به پایان نرساند (انصراف در مرحله x) |
| DNS-x    | آغاز نکرد (عدم شرکت در مرحله x)     |
| اخراج    | اخراج شد                            |
| ناموجود  | مسابقه/رده‌بندی انجام نشد            |
| بی‌رتبه   | در رده‌بندی گنجانده نشد              |